# 오쿠쓰가루이마베쓰역
오쿠쓰가루이마베쓰역(일본어: 奥津軽いまべつ駅 오쿠쓰가루이마베쓰에키[*])은 일본 아오모리현 히가시쓰가루군 이마베쓰정에 위치한 홋카이도 여객철도 가이쿄 선, 홋카이도 신칸센의 철도역이다.
2016년 3월 25일까지는 쓰가루이마베쓰역(일본어: 津軽今別駅 쓰가루이마베쓰에키[*])이라고 불렀으며, 2016년 3월 26일 홋카이도 신칸센 개통 이후 역 명칭이 개칭되었다.

## 승강장
| 11 | ■홋카이도 신칸센 | 상행 | 신아오모리・도쿄 방면 |
| 12 | ■홋카이도 신칸센 | 하행 | 신하코다테호쿠토 방면 |

## 역 주변
- 동일본 여객철도 쓰가루 선 쓰가루후타마타역

## 역사
- 1988년 3월 13일 : 홋카이도 여객철도 가이쿄 선의 개통에 수반해, 쓰가루이마베쓰역 개업. 여객 취급만.
- 2002년 12월 1일 : 쾌속 '가이쿄'가 폐지되어, 쓰가루카이쿄 선의 보통열차가 감소함에 따라, 특급 '하쿠초' · '수퍼 하쿠초'만의 정차역이 됨.
- 2007년 9월 28일 : 홋카이도 신칸센의 (가칭) 오쿠쓰가루 보수 기지 조성 등의 공사 안전 기원제가 거행되었다.
- 2010년 12월 4일 : 특급 '하쿠초'만의 정차역이 됨. 이 열차의 사용 차량은 JR 동일본 소속으로 되어있기 때문에, 자사 차량이 정차하지 않는 역이 됨.
- 2011년 11월 18일 : 홋카이도 신칸센 오쿠쓰가루 역 노반 공사의 안전 기원 거행.
- 2012년
  - 4월 26일 : 철도 건설 · 운수 시설 정비 지원 기구가 아오모리 현 및 이마베쓰 정에 대해, 홋카이도 신칸센 오쿠쓰가루 역의 디자인 안을 제시.
  - 5월 29일 : 이마베쓰 정이 오쿠쓰가루 역의 디자인 추천안을 결정해, 아오모리 현으로 보고.
  - 6월 8일 : 철도 건설 · 운수 시설 정비 지원 기구가 오쿠쓰가루 역의 디자인을 결정.
- 2013년
  - 4월 26일 : 이마베쓰 정이 JR 홋카이도 본사에 대해서, 역명 '오쿠쓰가루이마베쓰 역'을 요망.
  - 6월 4일 : 오쿠쓰가루 역 신축 공사 안전 기원 거행.
  - 10월 18일 : 상행선의 선로를 교환. 상행 가설 승강장 사용 개시.
  - 10월 25일 : 하행선의 선로를 교환. 하행 가설 승강장 사용 개시.
- 2014년
  - 3월 14일 : 가이쿄 선의 닷피카이테이 역 · 요시오카카이테이 역 · 시리우치 역 폐지에 의해, 가이쿄 선의 유일한 도중역이 되었다. 또한, 이 역 - 기코나이역 간 거리가, JR 6개 사의 재래선에 걸쳐 최장거리가 되다. 따라서, 아오모리 현 내에 소재하는 유일한 JR 홋카이도 역으로 기록.
  - 6월 11일 : 홋카이도 신칸센 개업 후의 역명을 오쿠쓰가루이마베쓰역으로 결정.
- 2015년
  - 4월 5일 : 3시간 늦게 도착한 하코다테발 신아오모리행 특급 '하쿠초 96호'의 승객 1명이, 역 구외로 빠져나오지 못하는 문제가 발생. JR 홋카이도가 이 날의 열차 지연을, 통로의 자물쇠를 위탁하고 있던 지역 회사에 전해 잊어버린 것이 원인.
  - 6월 30일 : 신역사 완성.
  - 7월 31일 : 오쿠쓰가루이마베쓰 개업 준비역 설치.
  - 8월 10일 : 홋카이도 신칸센 관련 공사에 의해, 이날부터 쓰가루이마베쓰 역이 전 열차 통과로 인해, 같은 달 승강장을 철거.
- 2016년 3월 26일 : 홋카이도 신칸센 신아오모리역 - 신하코다테호쿠토역 개업. 오쿠쓰가루이마베쓰역으로 개칭.

## 갤러리

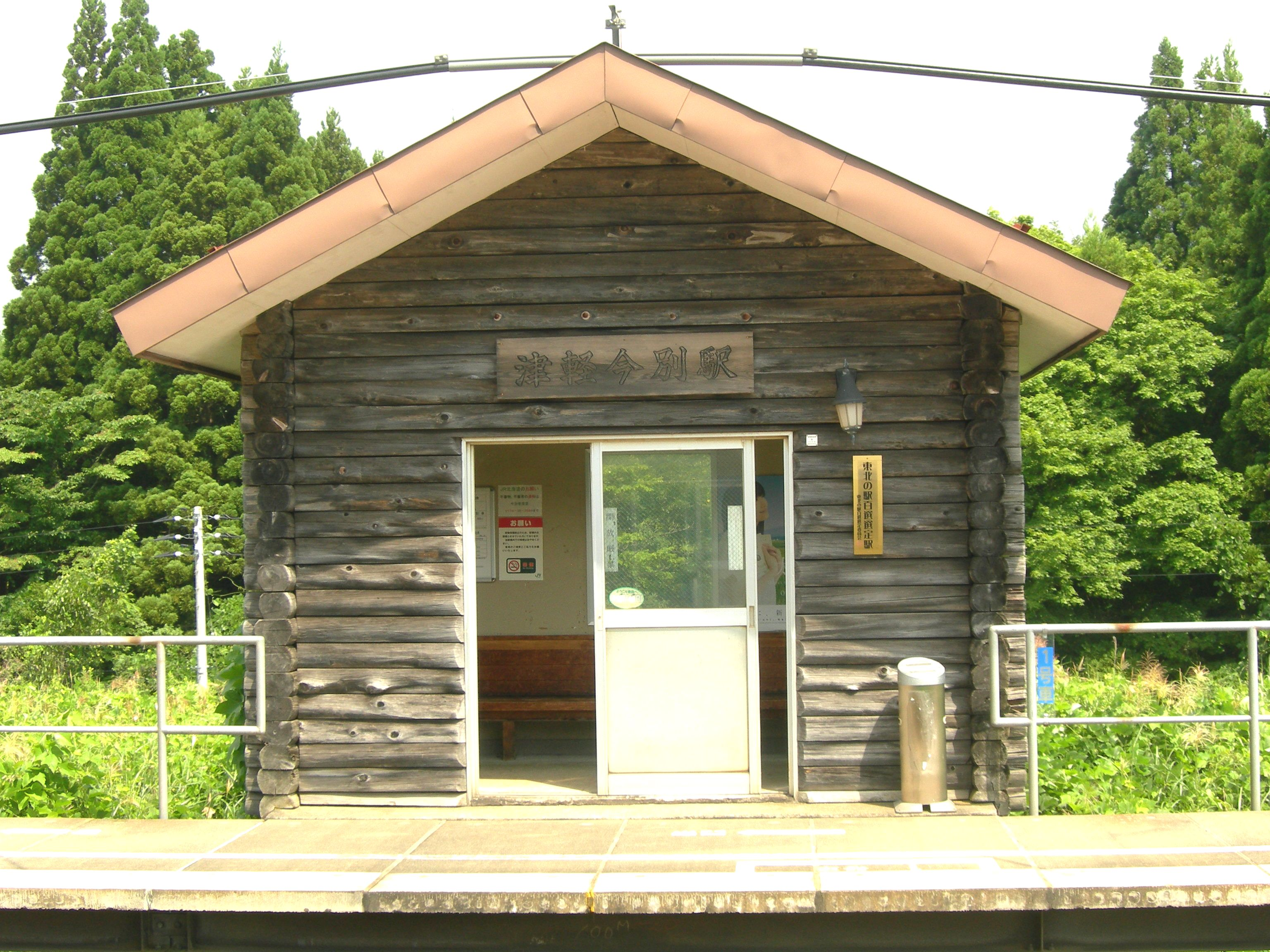
2010년 8월 구 대합실

## 인접 역
| 홋카이도 여객철도 홋카이도 신칸센 | 홋카이도 여객철도 홋카이도 신칸센 | 홋카이도 여객철도 홋카이도 신칸센 |
| --------------------------------- | --------------------------------- | --------------------------------- |
| 신아오모리 방면                   | 홋카이도 신칸센                   | 기코나이 신하코다테호쿠토 방면    |
| 홋카이도 여객철도 가이쿄 선       |                                   |                                   |
| 나카오구니 나카오구니 방면        | ■ 가이쿄 선                       | 기코나이 기코나이 방면            |